# Кабанов, Николай Евгеньевич
Николай Евгеньевич Кабанов (1905—1986) — советский ботаник и лесовод, доктор биологических наук, профессор (1950), Заслуженный деятель науки РСФСР (1975).

## Биография
В 1927 году окончил лесной факультет Государственного Дальневосточного университета (Владивосток) по специальности «лесовод-геоботаник». В 1933—1939 годах был заместителем заведующего сектором почвоведения, геоботаники и флоры Дальневосточного филиала АН СССР. В 1937 году защитил кандидатскую диссертацию «Лесная растительность Советского Сахалина».
В 1939—1941 годах — заместитель заведующего биологического отдела Кольской базы АН СССР (г. Кировск, Мурманская область). В 1941—1943 годах — заведующий сектором геоботаники Базы по изучению Севера АН СССР (Сыктывкар).
В 1944 году вернулся в Дальневосточную базу АН СССР, 1944—1946 годах — учёный секретарь, в 1947—1949 годах — заведующий почвенно-ботаническим сектором. В 1947 году защитил докторскую диссертацию «Состав и происхождение флоры Сахалина».
В 1949—1980 годах работал в Институте леса АН СССР (Москва; с 1958 года — Лаборатория лесоведения АН СССР, село Успенское, Московская область). В 1950 году ему присваивается звание профессора по специальности «лесоведение».
В 1955 году подписал «письмо трёхсот», ставшее впоследствии причиной отставки Т. Д. Лысенко с поста президента ВАСХНИЛ.
Именем Николая Евгеньевича названы, описанные по его сборам, виды растений: осока Carex kabanovii V.I.Krecz. (1935) и ястребинка Hieracium kabanovii Üksip (1959).

## Труды
Автор и соавтор более 155 работ, некоторые из них:
- Кабанов Н. Е. Лесная растительность Советского Сахалина. — Владивосток : Изд-во Горнотаёжной станции АН СССР, 1940. — 212 с.
- Кабанов Н. Е. Владимир Клавдиевич Арсеньев, путешественник и натуралист, 1872—1930. — М. : Изд-во МОИП, 1947. — 95 с. — (Историческая серия ; № 29).
- Кабанов Н. Е. В лессовой провинции Северного Китая : основные черты флоры и растительности, лесоразведение. — М. : Изд-во АН СССР, 1962. — 292 с.
- Кабанов Н. Е. Тропическая лесная растительность провинции Юньнань (КНР). — М. : Наука, 1971. — 183 с.
- Кабанов Н. Е. Каменноберезовые леса в ботанико-географическом и лесоводственном отношениях. — М. : Наука, 1972. — 137 с.
- Кабанов Н. Е. Хвойные деревья и кустарники Дальнего Востока. — М. : Наука, 1977. — 175 с.